# ديف أليسون
ديف أليسون هو لاعب هوكي الجليد كندي، ولد في 14 أبريل 1959 في فورت فرانسيس في كندا.

## وصلات خارجية
- ديف أليسون على موقع دوري الهوكي الوطني (الإنجليزية)
- ديف أليسون على موقع EliteProspects.com (الإنجليزية)
- ديف أليسون على موقع HockeyDB.com (الإنجليزية)
- ديف أليسون على موقع Hockey-Reference.com (الإنجليزية)